# Dostawy obowiązkowe
Dostawy obowiązkowe – forma państwowego skupu produktów rolnych, oparta na ustawowym przymusie sprzedaży państwu określonych ilości produktów przez rolników, którą realizowano po cenach stałych i niższych od cen wolnorynkowych.
Do ok. 1955 r. stosowane były przez wszystkie kraje komunistyczne.

## Dostawy obowiązkowe w PRL
Wprowadzenie w PRL dostaw obowiązkowych należy łączyć z polityką kolektywizacji rolnictwa i wprowadzeniem planu 6-letniego (1950–1955).
Dostawy obowiązkowe wprowadzono dekretem PKWN z 1944 r., który zniesiono 1946 r. w przeddzień Referendum Ludowego. Występujące trudności aprowizacyjne spowodowały, że rząd zdecydował się na przywrócenie dostaw obowiązkowych.
Dostawy obowiązkowe zbóż zostały wprowadzone dekretem z 1951 r., który znowelizowany został ustawą sejmową w 1952 r.
Dostawy obowiązkowe ziemniaków zostały wprowadzone dekretem z 1951 r. o zabezpieczeniu dostaw ziemniaków ze zbiorów 1951 r., oraz znowelizowane dekretem obowiązkowych dostawach ziemniaków w 1952 r.
Dostawy obowiązkowe mleka zostały wprowadzone dekretem z 1952 r. i potwierdzone dekretem z 1953 r.
Dostawy obowiązkowe zwierząt rzeźnych zostały wprowadzone ustawą w 1952 r. i znowelizowane dekretem w 1953 r.
W kolejnych latach dekrety i ustawy były często nowelizowane.

### Cechy wspólne dla ustaw i dekretów wprowadzających dostawy obowiązkowe
Występująca duża liczba dekretów i ustaw obejmujących cztery rodzaje dostaw obowiązkowych pozwala na znalezienie cech powtarzanych w kolejnych aktach prawnych. Wśród nich można wyróżnić następujące cechy:
- w przypadku regulacji wprowadzanych dekretem przed 1952 r.w uzasadnieniu podawano, że „Dekret wprowadzono na podstawie Ustawy Konstytucyjnej z 1947 r. o ustroju i zakresie działania najwyższych organów RP”.
- w przypadku dekretu wprowadzonego po 1952 r. uzasadniano, że „Dekret wprowadzono Ustawą Konstytucyjną z 1952 r. – przepisy wprowadzające Konstytucję PRL”.
- uzasadnienia dotyczące wprowadzenia dostaw obowiązkowych obejmowały:
  - celem dekretu było zapewnienie normalnego zaopatrzenia ludności w produkty rolne,
  - stworzenie korzystnych warunków zbytu produkcji rolnej po stałych i opłacalnych cenach,
  - zapewnienie stałego i równomiernego zaopatrzenia miast i przemysł przetwórczy w produkty rolne,
  - zagwarantowanie sprawiedliwego ustalania obowiązków wobec państwa,
  - umożliwienie ustalenia dostaw uwzględniających zwyczaje gospodarstw rolnych,
  - oddziaływanie na planowe i równomierne nasilenie produkcji rolniczej,
- obowiązek dostaw zbóż spoczywał na indywidualnych gospodarstwach rolnych, rolniczych spółdzielniach produkcyjnych i państwowych gospodarstwach rolnych,
- za dostarczone produkty rolne wypłacano należność obliczoną według obowiązujących, państwowych cen,
- rolnik był zobowiązany na własny koszt dostarczyć produkty rolne do punktów skupu,
- decyzje o wysokości dostaw na dany rok określało prezydium gromadzkiej rady narodowej,
- wysokość dostaw obowiązkowych uzależniona była od jakości gruntów rolnych, liczby hektarów przeliczeniowych, podziału gospodarstw na grupy wielkościowe (progresja), położenia (gospodarstwa Ziem Zachodnich były mniej obciążone),
- zwolnienia z dostaw obowiązkowych dotyczyły małych gospodarstw (do 1–3 ha), w przypadku inwalidztwa, odbywania służby wojskowej, wieku powyżej 60 lat, posiadania dużej liczby dzieci,
- w celu koordynacji dostaw obowiązkowych powołano Centralny Urząd Skupu i Kontraktacji,
- kto nie wykonywał ciążącego na nim obowiązku dostaw podlegał karze do 3000 zł.

### Nowe regulacje dotyczące dostaw bezpośrednich
Ze względu na ujemne skutki gospodarcze i produkcyjne jakie przynosiły dostawy obowiązkowe, zwłaszcza dla gospodarstw większych obszarowo, w latach 1954–1959 znacznie ograniczono nakazowy wymiar dostaw. Zmiany polegały na złagodzeniu progresji i podwyższeniu cen państwowych. Przy ustalaniu dostaw obowiązkowych kraj podzielono na trzy rejony. Obszar gruntów rolnych określano w klasach gruntów rolnych ustalonych według ha przeliczeniowych. Jeden ha gruntów ornych klasy I oznaczał 1,8 ha gruntów przeliczeniowych. Natomiast jeden ha klasy VI oznaczał 0,6 ha gruntów przeliczeniowych
Dekretem z 1956 r. od 1 stycznia 1957 r. zniesiono obowiązkowe dostawy mleka.
W 1959 r. utworzono Fundusz Rozwoju Rolnictwa.
Fundusz był tworzony z części wpływów uzyskanych na poczet zobowiązania pieniężnego w wysokości wynikającej z procentowego udziału przypisu podatku gruntowego, wymierzonego według stawek kwotowych. Oznaczało to przejście z dostaw w postaci towarowej (produktów rolnych), na obciążenia w postaci pieniężnej (kwotowej).

### Zniesienie obowiązkowych dostaw produktów rolnych
Ustawą z 1971 r. zniesiono od 1 stycznia 1972 r. obowiązkowe dostawy zbóż, ziemniaków i zwierząt rzeźnych. Zobowiązania z tytułu dostaw przeniesiono do przepisów o podatkach.